# Мидзусима, Хиро
Томохиро Саито (яп. 齋藤 智裕 Саито Томохиро, род. 13 апреля 1984 года); более известен под именем Хиро Мидзусима (яп. 水嶋 ヒロ Мидзусима Хиро) — японский актёр, модель, креативный директор, продюсер и писатель. Наиболее известен по роли Содзи Тэндо в сериале «Камэн Райдер Кабуто», в одноимённом сезоне сериала «Kamen Rider».

## Биография
Томохиро Саито, более известный как Хиро Мидзусима, родился 13 апреля 1984 года в Токио, Япония.
Всю начальную школу Саито провёл Цюрихе, Швейцарии из-за работы отца, находился там с 1990 по 1996 год. В Швейцарской школе он частенько поддавался издевательствам из-за своей азиатской внешности, однако, в учёбе он был очень успешен. Когда закончил младшую школу в Швейцарии, его семья приняла спонтанное решение переехать в Японию. Саито В среднюю школу Тоин Гакуэн он уже пошёл в Японии, что было для него огромной проблемой, ведь по-английски он говорил намного лучше, чем по-японски, поэтому ему пришлось много заниматься, чтобы учиться на ровне со своими сверстниками. Также в школьное время он очень любил играть в футбол, состоял в школьном футбольном клубе. И это неудивительно, ведь отец Томохиро — футболист, и любовь к этому виду спорта привита у него с детства. Однако, ему пришлось бросить этот вид спорта из-за серьёзной травмы, которую он получил во время игры, когда учился в средней школе.
Когда Саито был учеником старшей школы, он мечтал поехать учиться за границу после окончания школы, поэтому не сидел на месте и в свободное от учёбы время подрабатывал, копил деньги.
Совершенно внезапно ему предложили работу модели. Она была высокооплачиваемой, поэтому Саито согласился. В течение нескольких лет он работал в модельном бизнесе. Далее его заметил директор агентства Ken-On и предложил ему вступить в индустрию развлечений. Томохиро согласился. И именно из-за своей карьеры в индустрии развлечений он решил не уезжать учиться за границу.
Хиро Мидзусима после окончания школы поступил в Университет Кэйо, учился на факультете политических отношений. Закончил университет со степенью бакалавра.
Мидзусима снялся в ряде японских телесериалов, в том числе в Дворецкий Мэй-чан, Тайно в тебя влюблена и Идеальный парень. Кроме того, он был хорошо известен по роли главного героя Содзи Тэндо в сериале токусацу Камэн Райдер Кабуто. Мидзусима выступает в качестве сопродюсера, соавтора сценария и главного актёра в последнем фильме Тёмный Дворецкий, который является экранизацией популярной одноимённой манги в игровом кино. Его имя при рождении «Томохиро Саито» считается сопродюсером фильма.
Под своим псевдонимом Сатоси Саито (яп. 齋藤 智 Саито Сатоси), он написал свой первый роман Kagerou, который был выбран победителем 5-го Гран-при популярных издательств в области художественной литературы и был опубликован в 2010 году.

## Карьера
Мидзусима впервые начал сниматься на японском телевидении в 2005 году, где он сыграл Хиро Мисаву, второстепенного персонажа во втором сезоне сериала Гокусэн. В том же году Мидзусима впервые получил главную роль в японской дораме, такой как После дождя и снов и небольшую роль в дораме TBS Битва братьев.
В 2006 году Мидзусима стал главным героем сериала Камэн Райдер Кабуто и снялся в главной роли в фильме Камэн Райдер Кабуто: Бог, скорость, любовь.
Начиная с 2007 года, Мидзусима начал играть более крупные роли в более громких постановках, таких как второстепенная роль сумасшедшей девушки Минами Нанба в Тайно в тебя влюблена и главную роль Соси Асамото в Идеальный парень в 2008 году. Обе дорамы были среди самых популярных дорам Японии на момент их выхода в эфир. Мидзусима также озвучивал Брюс Бэннера в японском дубляже Невероятного Халка. Мидзусима сыграл Дзиро Мори в телевизионной дораме 2008 года Королевские апартаменты.
В 2009 году он снялся в дораме Дворецкий Мэй-чан в Рихито Сибата, идеального дворецкого. В том же году он получил роль Тораносукэ Хаясида в дораме Мистер Мозг, в которой он сыграл помощника детектива. Позже в том же году Мидзусима вместе с Сюном Огури снялся в дораме Токийские псы, сыграв детектива, который является вспыльчивым экспертом по боям из-за того, что в прежние годы он был преступником. В том же году он снялся в художественном фильме Падение в роли Тацуи Игути, ученика средней школы из преступной банды.
В 2010 году Мидзусима получил роль Рюсукэ Минами в фильме Бек, в котором снова снялся вместе с коллегой по дораме Дворецкий Мэй-чан Такэру Сато.
В сентябре 2010 года Мидзусима покинул своё агентство по поиску талантов Ken-On, чтобы создать собственное независимое агентство под названием A Station. Несколько недель спустя, 31 октября 2010 года было объявлено, что Мидзусима получил 5-й Гран-при Poplar Publishing за художественную литературу и денежный приз в размере 20 миллионов иен за свою дебютную работу под названием Kagerou, написанную под псевдонимом Сатоси Саито (яп. 齋藤 智 Саито Сатоси), но он решил отказаться от призового фонда в 20 миллионов иен. Книга была опубликована в декабре 2010 года. За два с половиной года пребывания в книжных чартах Oricon, Kagerou заняла третье место по продажам за первую неделю после Дж. К. Роулинг Гарри Поттер и Дары Смерти (1.191 миллиона) и Харуки Мураками 1Q84 Book 3 (398,000).
В 2014 году Мидзусима снялся в роли Себастьяна Михаэлиса в фильме Тёмный Дворецкий, в котором он также выступал в качестве соавтора сценария и сопродюсера. Фильм будет показан на фестивале японского кино в Торонто и на International Fantastic Film Festival 2014 года.
В августе 2015 года Мидзусима был приглашен на роль в 5-м сезоне сериала HBO Девчонки, который вышел в эфир в 2016 году. Это его первое появление на международном телевидении.
14 января 2020 года Хиро был объявлен послом предстоящей восьмой части анимационного Симадзиро 3D, который выйдет 28 февраля 2020 года.

## Личная жизнь
Поскольку Мидзусима вырос в Швейцарии, он свободно говорит на японском и английском языках.
22 февраля 2009 года Мидзусима женился на японской поп-певице Аякэ после нескольких месяцев знакомства. В декабре 2014 года пара объявила через свое агентство, что они ждут первого ребёнка. 19 июня 2015 года Мидзусима сообщил через Instagram, что впервые стал отцом, у пары родилась первая дочь. 19 октября 2019 год у пары родилась вторая дочь.
8 октября 2019 года он стал ютубером, ведущим собственное кулинарное шоу на YouTube, Hiro-Meshi: Japanese Home-Style Cooking. В одном из вышедших в эфир эпизодов также был приглашен его коллега-актёр по Камэн Райдер Кабуто Юки Сато.

## Фильмография

### Дорамы
| Год       | Название                          | Роль                                                                       | Телеканал          | Примечания          |
| --------- | --------------------------------- | -------------------------------------------------------------------------- | ------------------ | ------------------- |
| 2005      | Гокусэн (2 сезон)                 | Хиро Мисава                                                                | NTV                |                     |
| 2005      | После дождя и снов                |                                                                            | TV Asahi           | 7 эпизод            |
| 2005      | Розовый ген                       | Мидзуки Икусима                                                            | TV Tokyo           | Главная роль        |
| 2005      | Битва братьев                     | Йоси                                                                       | TBS                |                     |
| 2006      | Первый парень                     | Ибуси                                                                      | TBS                | ТВ-фильм            |
| 2006-2007 | Камэн Райдер Кабуто               | Содзи Тэндо/Камэн Райдер Кабуто; Содзи Кусакабэ/Камэн Райдер Тёмный Кабуто | TV Asahi           | Главная роль        |
| 2007      | Принцесса и ее слуга              | Такэси Фудзики                                                             | TV Asahi           | ТВ-фильм            |
| 2007      | Наш учебник                       | Даисукэ Яхата                                                              | Fuji TV            |                     |
| 2007      | Тайно в тебя влюблена             | Минами Нанба                                                               | Fuji TV            |                     |
| 2007      | Подагра новое время               |                                                                            | Fuji TV            |                     |
| 2007      | Открытка из сверкающего мира      | Кота Миясита                                                               | Fuji TV            | ТВ-фильм            |
| 2008      | 100 историй любви                 | Йодзи/Сота/Кадзуя                                                          | WOWOW              | Главная роль        |
| 2008      | Идеальный парень                  | Соси Асамато                                                               | Fuji TV            | Главная роль        |
| 2008      | Королевские апартаменты           | Дзиро Мори                                                                 | Fuji TV            | Главная роль        |
| 2008      | Тайно в тебя влюблена. Спецвыпуск | Минами Нанба                                                               | Fuji TV            |                     |
| 2009      | Дворецкий Мэй-чан                 | Рихито Сибата                                                              | Fuji TV            | Главная роль        |
| 2009      | Идеальный парень. Спецвыпуск      | Соси Асамато                                                               | Fuji TV            | Главная роль        |
| 2009      | Мистер Мозг                       | Тораносукэ Хаясида                                                         | TBS                |                     |
| 2009      | Токийские псы                     | Маруо Кудо                                                                 | Fuji TV            | Главная роль        |
| 2016      | Девчонки (5 сезон)                | Йоси Кадокура                                                              | HBO                | Американский сериал |
| 2018      | Токийский дом по группе крови     |                                                                            | Amazon Prime Video |                     |

### Фильм
| Год  | Название                                   | Роль                            | Примечания   |
| ---- | ------------------------------------------ | ------------------------------- | ------------ |
| 2006 | Трогательный комплекс                      | Рёдзи Судзуки                   |              |
| 2006 | Камэн Райдер Кабуто: Бог, скорость, любовь | Содзи Тэндо/Камэн Райдер Кабуто | Главная роль |
| 2008 | Страна чудес                               | Сюн Масамия                     | Главная роль |
| 2009 | Падение                                    | Тацуя Игути                     | Главная роль |
| 2010 | Бек                                        | Рюсукэ Минами                   | Главная роль |
| 2014 | Тёмный Дворецкий                           | Себастьян Михаэлис              | Главная роль |

### Дубляж
| Год  | Названия         | Роль        | Голос дубляжа |
| ---- | ---------------- | ----------- | ------------- |
| 2008 | Невероятный Халк | Брюс Бэннер | Эдвард Нортон |

### Участие в видеоклипах
| Год  | Название      | Исполнитель    | Примечания               |
| ---- | ------------- | -------------- | ------------------------ |
| 2011 | Silent Scream | Girl Next Door | Гость и соавтор сценария |

## Книги
- Kagerou (2010) ISBN 978-4-591-12245-7

## Фотобуки
- Hiro (Январь 2007)
- With You (Ноябрь 2007)
- Hiromode (Декабрь 2008)
- Water Island: Peace (Декабрь 2009)